# UMTS-Modem

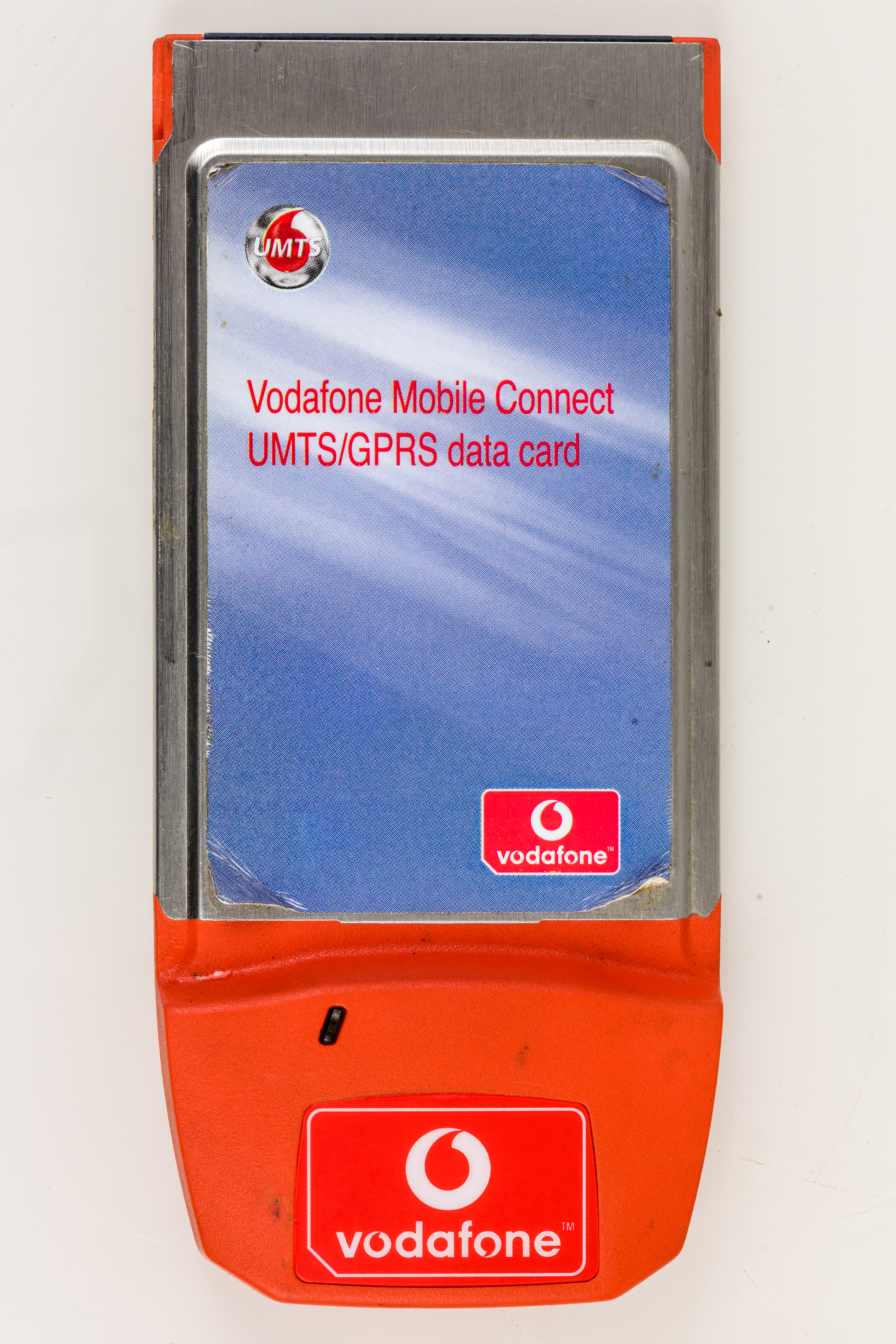
Vodafone UMTS / GPRS Datenkarte für Notebooks

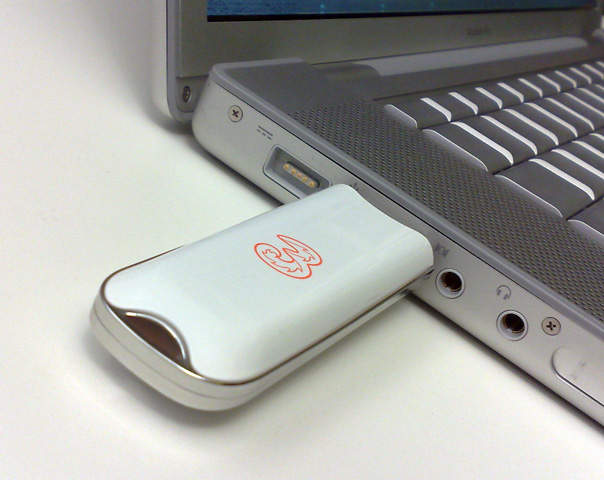
Mobiles Internet per USB-UMTS-Stick

Ein UMTS-Modem (auch UMTS-Datenkarte), umgangssprachlich Surfstick genannt, ist ein Peripheriegerät, das mit Hilfe einer SIM-Karte eine Verbindung zwischen einem Computer und dem Internetdienstanbieter unter Nutzung des UMTS-Mobilfunknetzes herstellt und somit eine mobile Nutzung des Internets ermöglicht.

## Allgemein
In einigen Geräten (Notebooks, aber auch Fahrzeuge, die Daten während der Fahrt nachladen müssen) ist ein UMTS-Modem intern vorhanden. Externe UMTS-Modems sind als USB-Sticks („UMTS-Stick“), PCMCIA-Karte (PC Card), ExpressCard und SD-Card verfügbar. Die Geschwindigkeit ist dabei abhängig von der Netzverfügbarkeit und liegt in der Regel bei bis zu 384 kbit/s, was der sechsfachen ISDN-Geschwindigkeit entspricht. Die UMTS-Modems sind – wie auch alle Handys für das Mobilfunknetz der dritten Generation (3G) – so genannte Dual-Mode-Geräte. Bei zu schwachem UMTS-Empfang wechseln Handys und PC-Card-Funkmodems automatisch und unterbrechungsfrei zu GSM. Neuere Modems übertragen Daten mit Hilfe von HSDPA mit 1,8 bis zu 7,2 Mbit/s. Mittlerweile gibt es auch LTE-Modems, die per LTE mit Geschwindigkeiten von bis zu 100 Mbit/s übertragen können. Höhere Geschwindigkeiten sind noch nicht möglich, die ersten 5G-Techniken werden seit 2020 installiert.

## Modelle
UMTS-Modems gibt es derzeit unter anderem von folgenden Herstellern: Die Firma Option NV mit Sitz in Belgien lieferte für Vodafone das erste UMTS-Modem. Die US-amerikanische Firma Novatel Wireless Inc. aus San Diego in Kalifornien lieferte die ersten UMTS-Modems für T-Mobile und O₂. Die chinesische Firma Huawei Technologies Co. Ltd. und der kanadische Mobilfunkspezialist Sierra Wireless sind auch mit ihren UMTS-Modems bei deutschen Mobilfunkanbietern vertreten. BandRich aus Taiwan bietet seine Karte nur auf den freien Markt an. Daneben gibt es die Firma Onda Communication aus Italien und ZTE aus China.
Viele Mobilfunkgesellschaften verkaufen UMTS-Modems dieser Hersteller unter eigenem Namen, so zum Beispiel Vodafone, A1 Telekom Austria, O₂, Telekom Deutschland, One, Drei, Sunrise Communications, Swisscom, Orange und Mobilcom-Debitel. Für den Verbraucher ist dadurch der Produkt- und Preisvergleich schwierig. Ein Vorteil dieser Umetikettierung ergibt sich für die Mobilfunkgesellschaften: Durch die Änderung des Produktnamens der Karte wird die Nähe zum Produktnamen des zugehörigen Datentarifs hergestellt. Mischkalkulationen lassen sich auf diese Weise leichter vermarkten. Diese Art von Bündelung (Hardware und Tarif bzw. Mobilfunknetz) wird im Gegensatz zu Mobiltelefonen seltener durch einen Netlock, jedoch häufig durch mitgelieferte netzbetreiberspezifische Anwendungssoftware gesichert. Zur Verwendung in anderen Mobilfunknetzen ist der Käufer darauf angewiesen, auf die mitgelieferte Software zu verzichten und die Karte mit Bordmitteln des Betriebssystems einzubinden oder aber alternative, netzbetreiberunabhängige Software einzusetzen, beispielsweise die Open-Source-Software UMTSmon (Linux) oder die Freeware MWconn (Ubuntu und Windows).
| Hersteller      | Typbezeichnung | Handelsnamen | Anschluss      | Down (Kbit/s)           | Up (Kbit/s) |
| --------------- | -------------- | --- | -------------- | ----------------------- | ----------- |
| Huawei          | E612           | BASE & E-Plus Card | PCMCIA/CardBus | 384                     | 64          |
| Huawei          | E620           | Vodafone Mobile Connect Card UMTS Broadband                                                                                 | PCMCIA/CardBus | 1.800                   | 384         |
| Huawei          | E630           | 3DataCard E630 | PCMCIA/CardBus | 3.600 (FW Update 7.200) | 384         |
| Huawei          | E660           | 3DataCard E660 7.2 HSDPA | PCMCIA/CardBus | 7.200                   | 384         |
| Huawei          | E800           | BASE & E-Plus "UMTS Express Card E800", Drei: "3DataCard E800 Express", One: "H.U.I. Datenkarte E800", O2 Surf-Card-Express | ExpressCard/34 | 7.200                   | 384         |
| Huawei          | E870           | "A1 Breitband 7.2 E870", T-mobile "web'n'walk Expresscard IV"                                                               | ExpressCard/34 | 7.200                   | 2.000       |
| Novatel         | U530           | Vodafone "MCC" | PCMCIA/16-Bit  | 384                     | 64          |
| Novatel         | U630           | E-Plus "Online Connect Card I", O2 "Laptop Card", Vodafone "Merlin U630 Connect Card"                                       | PCMCIA/16-Bit  | 384                     | 128         |
| Novatel         | U740           | O2 Laptop Card, One: "H.U.I. Datenkarte Novatel Merlin U740"                                                                | PCMCIA/CardBus | 1.800                   | 384         |
| Novatel         | XU870          | "A1 Breitband Express Novatel XU870",T-mobile "web'n'walk Expresscard I"                                                    | ExpressCard/34 | 3.600 (FW Update 7.200) | 384         |
| Option          | GT 3G+         | T-mobile Mobile DSL Card 1800, T-mobile Broadband Card 1800                                                                 | PCMCIA/CardBus | 1800                    | 384         |
| Option          | GT 3G QUAD     | E-Plus Online Connect Card II                                                                                               | PCMCIA/CardBus | 384                     | 128         |
| Option          | GT MAX         | T-mobile "web'n'walk Card compact"                                                                                          | PCMCIA/CardBus | 1.800                   | 384         |
| Option          | GT Fusion+     | T-mobile "web'n'walk Card WLAN"                                                                                             | PCMCIA/CardBus | 1.800                   | 384         |
| Option          | GE0201         | Vodafone "Mobile Connect Card" Fuji Express HSDPA", T-mobile "web'n'walk Expresscard II"                                    | ExpressCard/34 | 3.600 (FW Update 7.200) | 384         |
| Option          | GE0301         | Vodafone "Mobile Connect Card" Etna Express HSDPA/HSUPA", T-mobile "web'n'walk Expresscard III"                             | ExpressCard/34 | 7.200                   | 1.450       |
| Sierra Wireless | AirCard 875    | One: "H.U.I. Datenkarte Sierra Wireless AirCard 875"                                                                        | PCMCIA/CardBus | 3.600 (FW Update 7.200) | 384         |

## Alternativen
Als Alternative zu einem UMTS-Modem kann die Internetverbindung über ein Mobiltelefon (siehe Tethering), einen mobilen WLAN-Hotspot (MiFi) oder einen UMTS-Router aufgebaut werden.